# Sisyborina marlieri
Sisyborina marlieri là một loài côn trùng trong họ Sisyridae thuộc bộ Neuroptera. Loài này được Tjeder miêu tả năm 1976.